# Bad Boys
Bad Boys és una pel·lícula estatunidenca de 1983, dirigida per Rick Rosenthal. Protagonitzada per Sean Penn, Esai Morales i Ally Sheedy en els papers principals. Ha estat doblada al català.

## Argument
El film narra el problema de la delinqüència juvenil als EUA a través de la història d'uns joves que van créixer entre la misèria i el caos, però serà a la presó on aprenguin les regles del joc. Els carrers de Chicago són l'escenari de la violència i l'enfrontament entre les bandes rivals i la policia. Un dels membres més durs de la banda és un jove anomenat Mick O'Brien (Sean Penn), que té ja una sèrie de condemnes prèvies. Mentre és perseguit per la policia, Mick mata accidentalment al germà petit del seu implacable enemic, Paco (Esai Morales). Ja a la presó, existeix una petita esperança de rehabilitació, més enllà de la brutalitat que ell ja havia après. Situat en un món de por i intimidació, només tindrà una oportunitat per escapar de l'espiral de violència i odi.

## Repartiment
- Sean Penn: Mick O'Brien
- Reni Santoni: Ramón Herrera
- Jim Moody: Gene Daniels
- Eric Gurry: Barry Horowitz
- Esai Morales: Paco Moreno
- Ally Sheedy: JC Walenski
- Clancy Brown: "Viking" Lofgren
- Robert Lee Rush: Warren "Tweety" Jerome
- John Zenda: Supervisor Wagner
- Alan Ruck: Carl Brennan